# Agnita

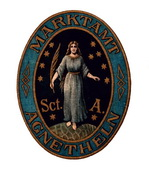
Altes Wappen Agnethelns

Agnita (Ausspracheⓘ, deutsch Agnetheln, siebenbürgisch-sächsisch Ognitheln, ungarisch Szentágota, veraltet Ágotafalva) ist eine Stadt im Kreis Sibiu in der Region Siebenbürgen in Rumänien.

## Geographische Lage
Agnetheln liegt fast in der Mitte Rumäniens, im Harbachtal (Valea Hârtibaciului) am Oberlauf des Hârtibaciu (Harbach) – einem Nebenfluss des Zibin –, an der Kreisstraße (Drum județean) DJ 106, der Verbindungsstraße von Hermannstadt nach Sighișoara (Schäßburg). Im Nordosten des Kreises Sibiu befindet sich die Stadt etwa 45 Kilometer südöstlich von der Stadt Mediaș (Mediasch); die Kreishauptstadt Sibiu liegt etwa 60 Kilometer südwestlich von Agnita.

## Stadtgliederung
Zur Stadt Agnetheln gehören die Dörfer Coveș (Käbesch) und Ruja (Roseln). Die Einwohnerzahl Agnethelns betrug im Sommer 2004 12.119 Personen, davon entfielen je ca. 500 auf die beiden Katastralgemeinden.

## Geschichte

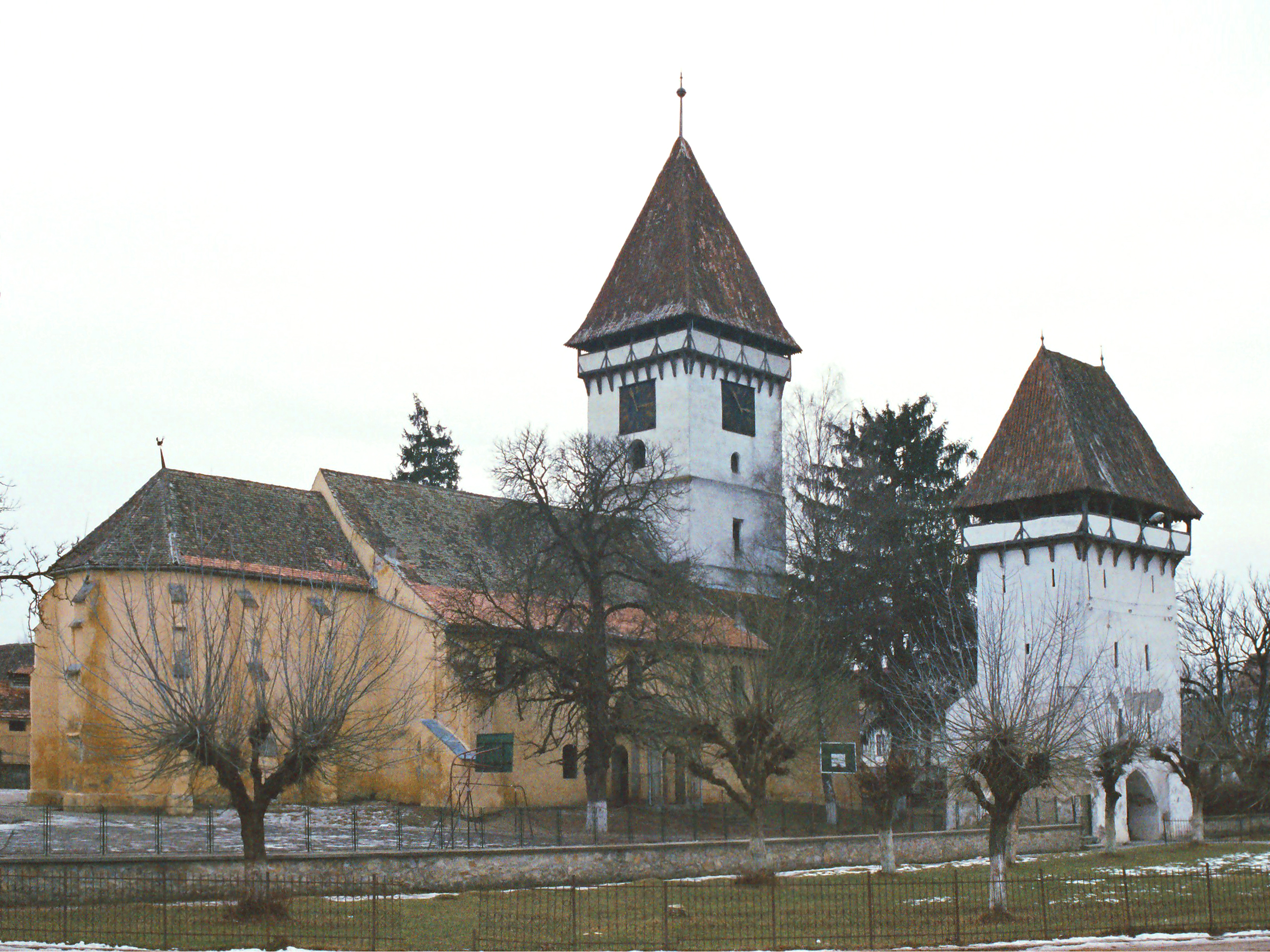
Die Kirchenburg

Agnetheln wurde um 1180 von deutschen Einwanderern (Siebenbürger Sachsen), die vom ungarischen König ins Land gerufen wurden, gegründet. Erstmals wurde Agnetheln (nach unterschiedlichen Angaben) 1206 oder 1280 urkundlich erwähnt. Eine Besiedlung des Ortes geht aber viel weiter zurück. Nach Angaben von C. Gooss, G. Téglás und M. Roska wurden bei dem von den Einheimischen genannten Ort Langer Furleng Funde einer Besiedlung der Urgeschichte gemacht. Weitere archäologische Funde, welche in die Jungsteinzeit, sowie eine Siedlung, acht Kilometer nördlich von Agnetheln (am Pârâul Cetății [Schlossbach]) und Nekropolen, die in die Spätbronzezeit deuten, wurden auf dem Areal des Ortes gemacht.
Der Name Agnetheln geht auf die legendäre Gründerin des Städtchens, die heilige Agnes (synonym Agneta, Agnet, Agnetha), zurück. Das Siegel des Marktamtes zeigt die Hl. Agnetha mit dem Palmenzweig in der rechten Hand. Der Sage nach soll sie eine von drei Töchtern eines Grafen gewesen sein, der seine Burg auf dem Berg Lempesch in Richtung Dealu Frumos (Schönberg) errichtet hatte. Diese Töchter sollen auch die Ortschaften Roseln und Merghindeal (Mergeln) gegründet haben.

### Sakrale Gebäude

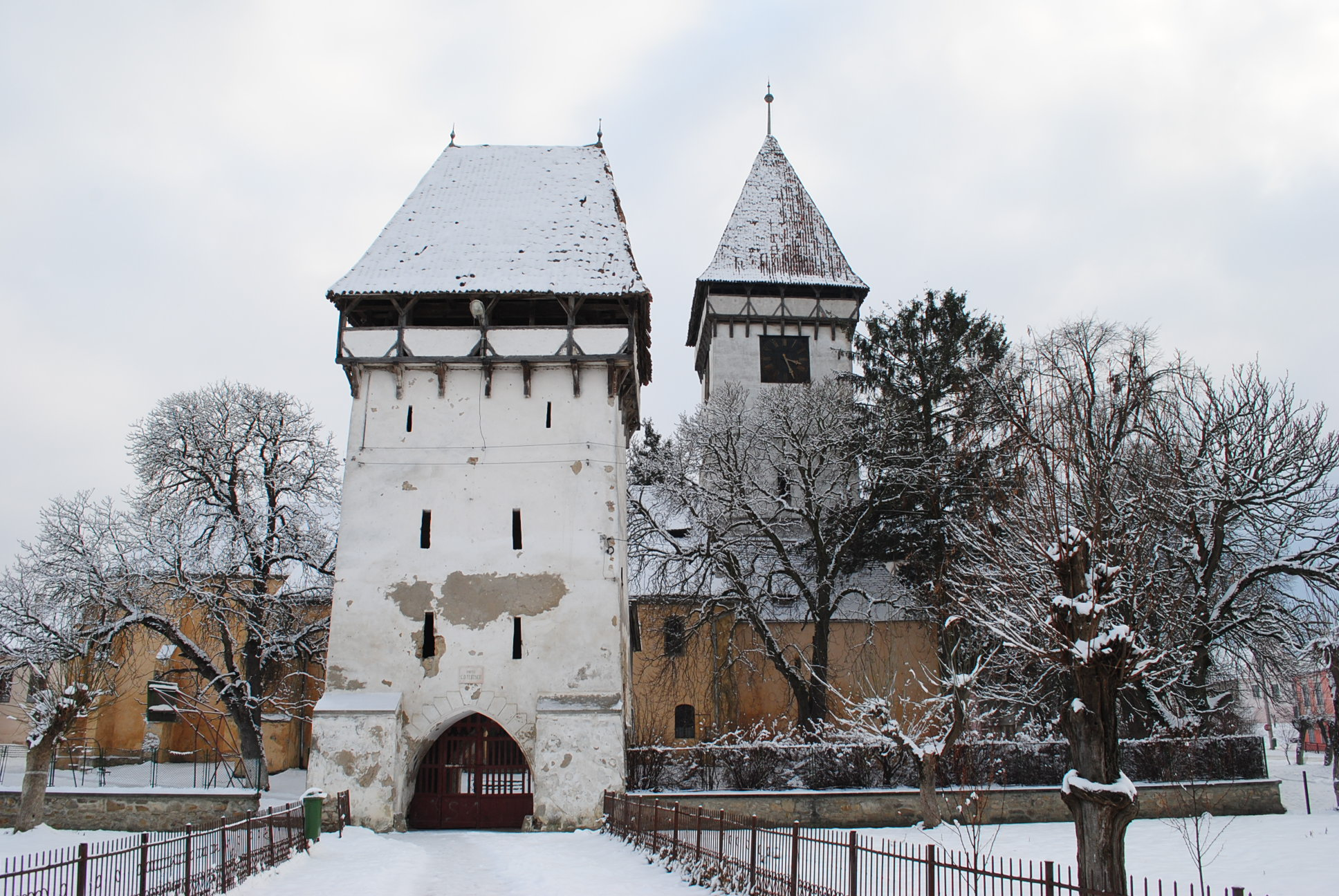
Torturm der Kirchenburg

Im Mittelalter wurde die später evangelische Kirchenburg von den sächsischen Siedlern gebaut, um den wiederholten Überfällen durch osmanische Heere trotzen zu können. Die heutige Form des wichtigsten erhaltenen Baudenkmals, welches sich im Zentrum des Ortes befindet, stammt aus dem Jahre 1560. Allerdings wurden die Ringmauern im 19. Jahrhundert niedergerissen. Ende des 18. Jahrhunderts wurde die erste rumänisch-orthodoxe Kirche auf einem Berg am Rande der Stadt errichtet.

### Neuzeit
Von 1867 bis 1919 fiel Siebenbürgen unter rein madjarische Herrschaft innerhalb der habsburgischen Doppelmonarchie. In dieser Zeit wurden auch in Agnetheln Magyarisierungsversuche unternommen. Damals bildeten die Ungarn – wie heute – nur eine Minderheit.
Nach dem Anschluss an Rumänien 1919 verloren die deutschen Einwohner weitere ihrer seit Jahrhunderten angestammten Rechte. Die bisher von den sächsischen Bürgern Agnethelns gemeinsam genutzte Weiden und Wälder – der „Gemeindeboden“ – wurden enteignet, so dass z. B. bedeutende Mittel zur Finanzierung der deutschen Schule fehlten. Viele Ämter wurden aufgrund neuer Gesetze durch rumänische Personen besetzt, die deutschen Einwohner zunehmend aus der Administration gedrängt.

### Seit dem Zweiten Weltkrieg
Im Januar 1945 wurde die „arbeitsfähige“ deutsche Bevölkerung (auch 16- und 17-Jährige) – wie auch in anderen Teilen Rumäniens – in die Sowjetunion zur Zwangsarbeit deportiert. Nach der kommunistischen Machtübernahme 1948 wurden die deutschen Bewohner diskriminiert, immer wieder enteignet und aus ihren Häusern vertrieben. Nach 1990 wanderte ein Großteil der Siebenbürger Sachsen nach Deutschland aus. Trotz der Periode der Benachteiligung – unmittelbar nach dem Zweiten Weltkrieg – und der Auswanderungswelle nach 1989 gibt es bis heute deutschsprachigen Unterricht an den Schulen Agnitas – für mehrheitlich rumänische Schüler, da es inzwischen weniger als 50 Einwohner mit deutschen Wurzeln gibt.

## Sehenswürdigkeiten

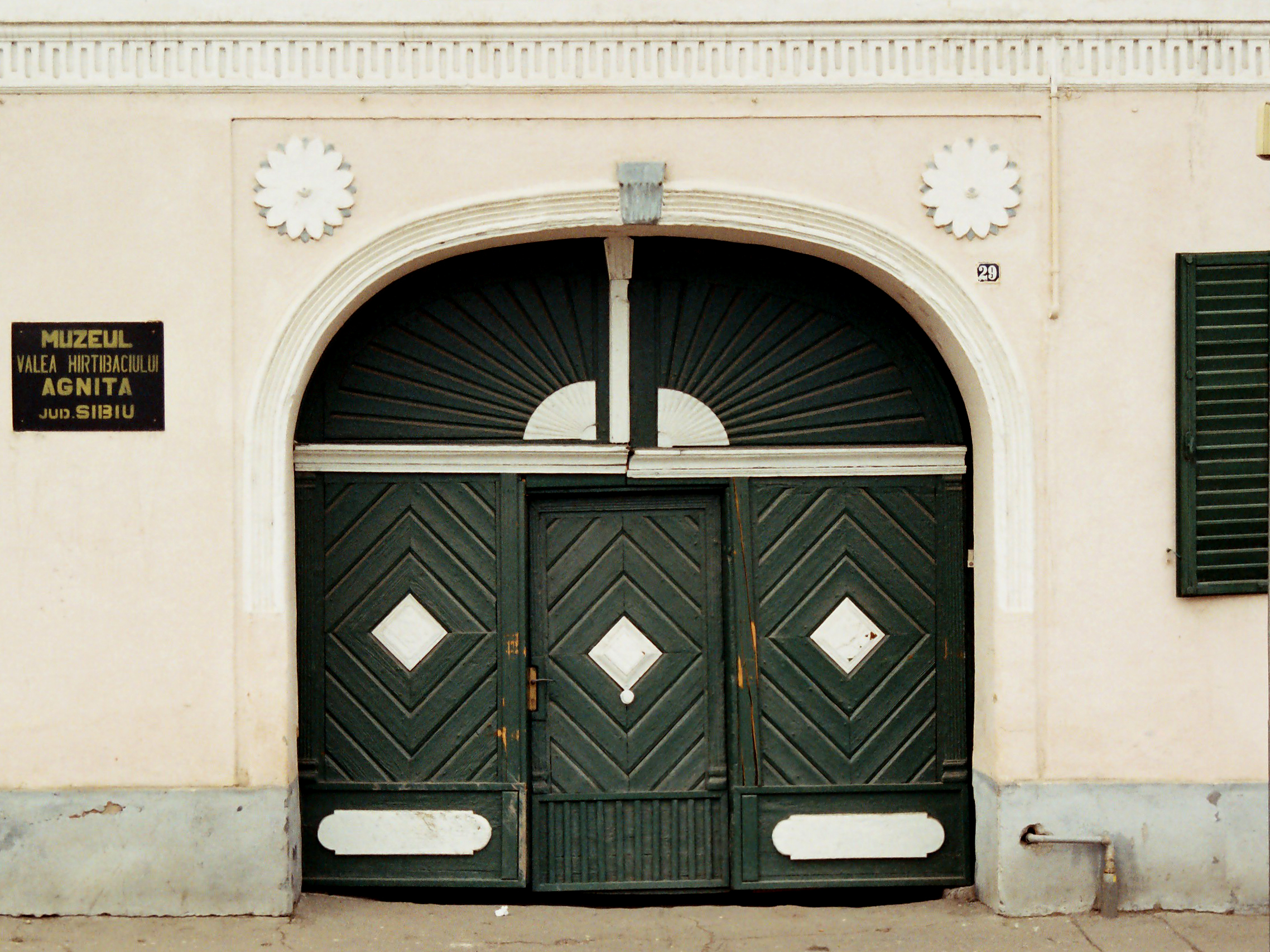
Portal des Harbachtalmuseums

- Das Areal Steinburg oberhalb der Stadt
- Die evangelische Kirche, 1409 errichtet,[3] ist eine gotische Hallenkirche, die auf dem Grundriss einer romanischen Kirche des 13. Jahrhunderts errichtet wurde. Im 16. Jahrhundert wurde die Kirche zur Wehrkirche umgebaut. Mit den Wehrtürmen Töpfer- (Torturm), Schmied- (im Osten), Schneider- (im Südosten) und dem im Südwesten stehenden Schusterturm im 15. Jahrhundert errichtet, steht die Kirchenburg unter Denkmalschutz.[6]
- Das Harbachtalmuseum wurde 1952 von Erhardt Andree in einem – heute unter Denkmalschutz stehenden – Wohnhaus von 1800 gegründet. Es bewahrt unter anderem ein Werk von Erasmus von Rotterdam auf. Das Museum befindet sich im Stadtzentrum auf der linken Seite (von Sibiu kommend) und ist täglich außer montags von 9.00 bis 16.00 Uhr geöffnet.
- Die rumänisch-orthodoxe Kirche Sfântul Nicolae (Sankt-Nikolaus), 1795–1797 errichtet, steht unter Denkmalschutz.[6]

## Verkehr
1898 bekam der Ort einen Bahnanschluss aus Richtung Schäßburg. 1910 wurde die von der deutschen Bevölkerung „Wusch“ genannte Schmalspurbahn bis nach Hermannstadt verlängert. 1965 wurde die Verbindung nach Schäßburg, 2001 auch nach Hermannstadt von der Rumänischen Staatsbahn (CFR) de facto stillgelegt.

## Wirtschaft und Soziales

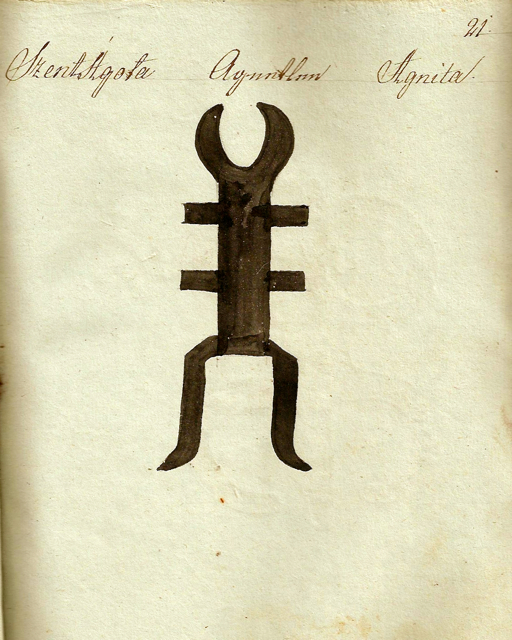
Viehbrandzeichen Agnethelns

Agnetheln ist das Zentrum der historischen Region Harbachtal und ein alter Standort der Lederverarbeitung, weniger der Textilproduktion. Die Stadt entwickelte sich als vom Schusterhandwerk bzw. Kleinhandwerk sowie von Kleinbauern geprägtes sächsisches Städtchen zu einer reichen Kleinstadt. Im Mittelalter waren die Zünfte die Organisationen, welche die Handwerker und ihre Aktivitäten anhand von Regelwerken koordinierten. Ende des 19. Jahrhunderts gründete die deutsche Bevölkerung erste Industrieunternehmen in der Stadt: eine Spiritusfabrik, eine Leder- und Schuhfabrik, sowie eine Genossenschaftsbank nach dem deutschen Raiffeisen-Prinzip, welche Gründungen sowie Kleinunternehmen unterstützte. Die wirtschaftliche Entwicklung wurde durch die Verkehrsanbindung an die Kleinbahn „Wusch“ unterstützt.
Ein hoher Anteil der Bevölkerung war bis 1990 in drei größeren Industriebetrieben beschäftigt. In Agnita selbst arbeitet heute (2008) nur noch die Lederfabrik, alle anderen Fabriken wurden nach 1990 von den nun privaten Eigentümern stillgelegt, die meisten Arbeiter entlassen.
Darüber hinaus spielt die Landwirtschaft auch als Subsistenzbetrieb bis heute eine zentrale Rolle im Berufsleben der Einwohner von Agnita. Die Zahl der in der Privatwirtschaft beschäftigten Personen stieg von 2.500 im Jahr 2004 auf 3.546 im Jahr 2006. Die offizielle Arbeitslosenquote lag 2004 bei 6,1 %. Ab 1990 hat Agnetheln seine Rolle als kleines Industriezentrum des Harbachtales mehr und mehr verloren. Geplante Projekte zur Revitalisierung Agnitas sind bis heute ohne nennenswerten Erfolg geblieben. Viele Jugendliche waren und sind gezwungen, abzuwandern, weil es zu wenig Arbeitsplätze gibt.

## Persönlichkeiten
- Georg Daniel Teutsch (1817–1893), Bischof der evangelischen Kirche, war Mitte des 19. Jahrhunderts Pfarrer in Agnetheln
- Franz Friedrich Fronius (1829–1886), Naturwissenschaftler und Heimatkundler, war zwischen 1868 und 1886 Pfarrer in Agnetheln
- Christian Friedrich Maurer (1847–1902), Historiker und Dramatiker
- Friedrich Rosler (1855–1943), Mundartdichter, Autor und ev. Predigerlehrer
- Michael Barner (1881–1961), Maler[7]
- Trude Schullerus (1889–1981), Malerin[8]
- Gottfried Lutsch (1908–1990), Fotograf, Dokumentator des siebenbürgisch-sächsischen Volkslebens[9]
- Erhardt Andree (1911–1972), Historiker, gründete 1961 das Harbachtalmuseum[10]
- Ioan Gyuri Pascu (1961–2016), Komödiant, Komponist, Sänger und Schauspieler[11]
- Elena Cârstea (* 1962), Sängerin[12]
- Bernd Fabritius (* 1965), Politiker, Präsident des Bundes der Vertriebenen